# موشک سازی: اثر نامبی
موشک سازی: اثر نامبی (به انگلیسی: Rocketry: The Nambi Effect) فیلمی هندی محصول سال ۲۰۲۲ و به کارگردانی رانگاناتان مدهوان است. در این فیلم بازیگرانی همچون رانگاناتان مدهوان، سیمران، راجیت کاپور، ران دوناکی، فیلیس لوگان، وینسنت ریوتا، شاهرخ خان و سوریا ایفای نقش کرده‌اند.
این فیلم داستان زندگی نامبی نارایانان توسعه‌دهنده موتورهای موشکی هند است.